# Перелік античних істориків
Античні історики - містить список античних давньогрецьких і давньоримських авторів з історії, а також філософів, ораторів, політиків і воєначальників, які писали про історичні події античності. Книги написані істориками античності дають уявлення про розвиток історіографії в Стародавньому світі, відображають як самі історичні події, так і підходи до осмислення всесвітньої історії.

## Список античних авторів
- Октавіан Август
- Аврелій Августин
- Амміан Марцеллін
- Арістотель
- Аппіан
- Арріан
- Вегецій
- Гай Веллей Патеркул
- Вітрувій
- Геракліт
- Геродіан
- Геродот
- Дарес Фригійський
- Демосфен
- Діоген Лаертський
- Діодор Сицилійський
- Діон Кассій
- Євнапій
- Флавій Євтропій
- Йосип Флавій
- Ісократ
- Клавдій Птолемей
- Ксенофонт
- Тит Лівій
- Луцій Ампелій
- Луцій Анней Флор
- Микола Дамаський
- Павсаній
- Піфагор
- Помпей Трог
- Полібій
- Плутарх
- Пліній Старший
- Пліній Молодший
- Гай Саллюстій
- Светоній
- Аврелій Віктор
- Страбон
- Тацит
- Філон Александрійський
- Фукідід
- Гай Юлій Цезар
- Цицерон
- Ератосфен